# Trichobius diphyllae
Trichobius diphyllae är en tvåvingeart som beskrevs av Wenzel 1966. Trichobius diphyllae ingår i släktet Trichobius och familjen lusflugor. Inga underarter finns listade i Catalogue of Life.